# Museo de la Fundación Rómulo Raggio
El Museo de la Fundación Rómulo Raggio se encuentra ubicado en el partido de Vicente López, Buenos Aires, Argentina.
El museo es administrado por la Fundación Rómulo Raggio. Comprende un área de 5600 metros cuadrados (6697,5 yd²) con un palacio de estilo neoclásico 1930 con su respectivo jardín, el cual posee protección patrimonial por parte del municipio. Se encuentra sobre la calle Gaspar Campos 861 de dicha ciudad y alberga distintas colecciones de arte y exposiciones temporales.

## Historia
El loteo de la propiedad proviene de una división de parcelas que en la época colonial realizó Juan Bautista Segismundo en las afueras de la ciudad de Buenos Aires. El museo está albergado en una palacio de estilo renacentista construido por Gregorio Esperón, descendiente de Segismundo, en 1913. Al año siguiente fallece, y la propiedad es adquirida por Lorenzo Raggio, un empresario ítalo-argentino, que la compra con la intención de convertirla en una casa de verano y residencia para toda su familia. Raggio, quien se había hecho millonario para ese entonces a través del rubro inmobiliario, fallece cuatro años después. A partir de entonces, se hace cargo de la propiedad su hijo mayor Rómulo Raggio, que le da un estilo academicista francés.
La familia Raggio, además de ser conocida por sus tareas empresariales, se destacaba por sus tareas de mecenazgo y tareas técnicas. Un ejemplo de ello fue la donación de la hoy conocida como Escuela Técnica Raggio, entre donaciones al Museo de Bellas Artes de Buenos Aires, entre otras acciones. Tras el fallecimiento de Rómulo en 1960, su único hijo Miguel decide crear la Fundación Rómulo Raggio, con asiento en la propiedad, dedicado en ese entonces a la investigación botánica. El 30 de agosto de 1983 convierte la propiedad en un museo de bellas artes. Miguel Raggio dirigió el mismo hasta su fallecimiento en el 2007.
Un salón, utilizado en la actualidad para conciertos, se destaca por un marouflage del artista francés Marcel Jambon, quien había realizado el original de la cúpula del Teatro Colón, que dañado, fue reemplazado por el de Raúl Soldi en la década de 1960.